# Sadik Köksal
Sadik Köksal (né le 10 juin 1968) est un homme politique belge, d'abord adhérent du Mouvement réformateur, puis de DéFI avant de revenir au MR.

## Biographie
Sadik Köksal, fils d'une famille de cinq enfants et né le 10 juin 1968 à Emirdag, a grandi à Marche-en-Famenne avant de venir s'installer à Schaerbeek après son bachelier en tourisme à l'ISALT. Il a travaillé de 1994 à 2007 en tant qu'employé, chef d'escale puis directeur faisant fonction pour Turkish Airlines BeLux.
Il est d'abord devenu politiquement actif au sein du MR. Depuis 2006, il est élu conseiller communal MR à Schaerbeek sur la liste du bourgmestre. Lors de la législature 2006-2012, Sadik Köksal était le chef de groupe au conseil communal ainsi qu'administrateur délégué de Vivaqua. En 2012, il a décidé de se représenter sur la liste du bourgmestre avec d'autres libéraux, et non sur la liste MR, ce qui lui a valu quelques problèmes en interne. À la suite des élections de 2012, il a été nommé échevin responsable de la propreté, de la culture et des bibliothèques.  Lors des communales de 2018, Sadik Köksal a réalisé le troisième score avec 2177 voix toutes listes confondues et est devenu  échevin de la population, des cultes, des relations internationales et officier de l'Etat civil. 
Aux élections régionales de Bruxelles de mai 2019, il occupait la neuvième place sur la liste DéFI en tant que candidat libéral indépendant, et est devenu député du Parlement de Bruxelles-Capitale en juillet 2019, succédant à Cécile Jodogne, qui avait démissionné pour devenir bourgmestre faisant fonction de Schaerbeek. Il a assuré son échevinat jusqu'en octobre 2020 puis a quitté son mandat exécutif afin de ne pas cumuler avec sa fonction de député. 
En juin 2023, il annonce son retour au Mouvement réformateur.  
Au Parlement bruxellois, il siège au sein des commissions mobilité et développement territorial. Il a également assumé la vice-présidence la commission des affaires intérieures jusqu'en juin 2023. Il siège également au sein de la Fédération Wallonie-Bruxelles.

### Positionnement politique
Dans sa commune, Schaerbeek, Sadik Köksal est très attentif aux projets de réaménagement du territoire. Il veut des quartiers apaisés dont l'aménagement ne laisse personne sur le côté.   
Il s'est également battu pour une meilleure reconnaissance et visibilité de l'aide à la jeunesse ainsi que des jeunes vulnérables.   